# André Alexandrovich
André Alexandrovich da Rússia (24 de janeiro de 1897 – 8 de maio de 1981) foi um membro da família imperial russa.

## Biografia
André Alexandrovich nasceu em São Petersburgo no dia 24 de janeiro de 1897, sendo o segundo filho do grão-duque Alexandre Mikhailovich e da sua esposa, a grã-duquesa Xenia Alexandrovna. Apesar de ser neto do czar Alexandre III pelo lado materno, não teve direito ao título de grão-duque, uma vez que era apenas bisneto do czar Nicolau I pelo seu lado paterno. Mesmo sendo apenas Príncipe da Rússia, recebeu uma saudação de 21 balas de canhão que era normalmente reservada a grão-duques, sendo que os príncipes recebiam apenas 15. A excepção foi feita por ordem da sua avó, a imperatriz Maria Feodorovna.
Durante a Revolução Russa de 1917, o príncipe André foi preso juntamente com os seus pais, irmãos e avó em Dulber, na Crimeia. Escapou ao destino de um grande número dos seus primos Romanov que foram assassinados pelos bolcheviques, quando foi libertado por tropas alemãs em 1918. Saiu da Rússia a bordo do navio bélico britânico enviado pelo rei Jorge V do Reino Unido. Um ano depois participou na Conferência de Paz de Paris com o seu pai.
Em 1949, mudou-se para Provender, uma antiga casa em Faversham, Kent, que pertencia à família da sua segunda mulher, famosa por ter sido a casa de férias de Eduardo, o Príncipe Negro. Mais tarde tornou-se no protector da Ordem Soberana e Militar de Malta.
Morreu na sua casa no dia 8 de maio de 1981. Encontra-se sepultado em St Mary Churchyard, Norton, Kent na Inglaterra.

## Casamento e filhos
O príncipe André casou-se com Donna Elisabetha di Sasso Ruffo (1886-1940) em Yalta, no dia 12 de junho de 1918. A sua esposa era filha de Fabrizio Ruffo, Duque de Sasso-Ruffo e juntos tiveram três filhos:
- Xenia Andreevna (1919-2000)
- Andreevich (1920-2008)
- André Andreevich (1923 -)

A sua primeira esposa foi morta durante a Segunda Guerra Mundial e ele casou-se pela segunda vez com Nadine Sylvia Ada McDougall (1908-2000) em Norton, Kent, no dia 21 de setembro de 1942. O casal teve uma filha:
- Olga Andreevna (1950 -)